# Stanisław Wolski
Pour les articles homonymes, voir Wolski.
Stanisław Wolski (né en 1523 - mort en 1566), membre de la noble famille polonaise Półkozic (pl), castellan de Sandomierz, est Maréchal de la Cour de la Couronne.

## Biographie
Fils de Mikołaj Wolski (mort en 1548) (pl), staroste de Sanok, précepteur auprès de la reine Bona Sforza, Stanisław Wolski épouse Barbara Tarnowska.
Stanisław Wolski est Maréchal de la Cour de la Couronne de 1563 à 1566.
Son fils Mikołaj Wolski (1553-1630) (pl) sera grand maréchal de la Couronne.